# Ibadanmalimbe
Ibadanmalimbe (Malimbus ibadanensis) är en afrikansk starkt utrotningshotad fågel i familjen vävare. Arten är endemisk för Nigeria

## Utseende och läten
Ibadanmalimben är en stor (20 cm), röd och svart vävare. Hanen är scharlakansröd på huvud, hals, strupe och bröst. En svart ögonmask sträcker sig bakom ögat och ner på strupen. Det röda på bröstet sträcker sig ner mot buken. Resten av fjäderdräkten är svart. Honan har rött enbart på hjässa och nacke med ett tunt, rött bröstband. Lätet beskrivs i engelsk litteratur som ett "chup ee wurr" följt av ett väsande ljud.

## Utbredning och status
Fågeln förekommer på savannen i Nigeria. IUCN kategoriserar arten som starkt hotad.

## Namn
Fågelns svenska och vetenskapliga namn syftar på staden Ibadan i sydöstra Nigeria.